# 24224 Метьюдевіс
24224 Метьюдевіс (24224 Matthewdavis) — астероїд головного поясу, відкритий 7 грудня 1999 року.
Тіссеранів параметр щодо Юпітера — 3,209.